# Cot Pange
Cot Pange is een bestuurslaag in het regentschap Aceh Jaya van de provincie Atjeh, Indonesië. Cot Pange telt 283 inwoners (volkstelling 2010).